# Theilheim
Theilheim là một đô thị trong huyện Würzburg bang Bayern thuộc nước Đức.